# Karina Pētersone
Karina Pētersone (Riga, 19 de setembre de 1954) és una política letona. Va ocupar el càrrec de Ministre de Cultura de Letònia del 26 de novembre de 1998 al 7 de novembre de 2002. Actualment és membre del partit LPP/LC i va ser diputat de la Novena Saeima (Parlament letó). El seu mandat al Parlament va ser del 7 de novembre de 2006 al 2 d'octubre de 2010.